# Józef Rodzeń

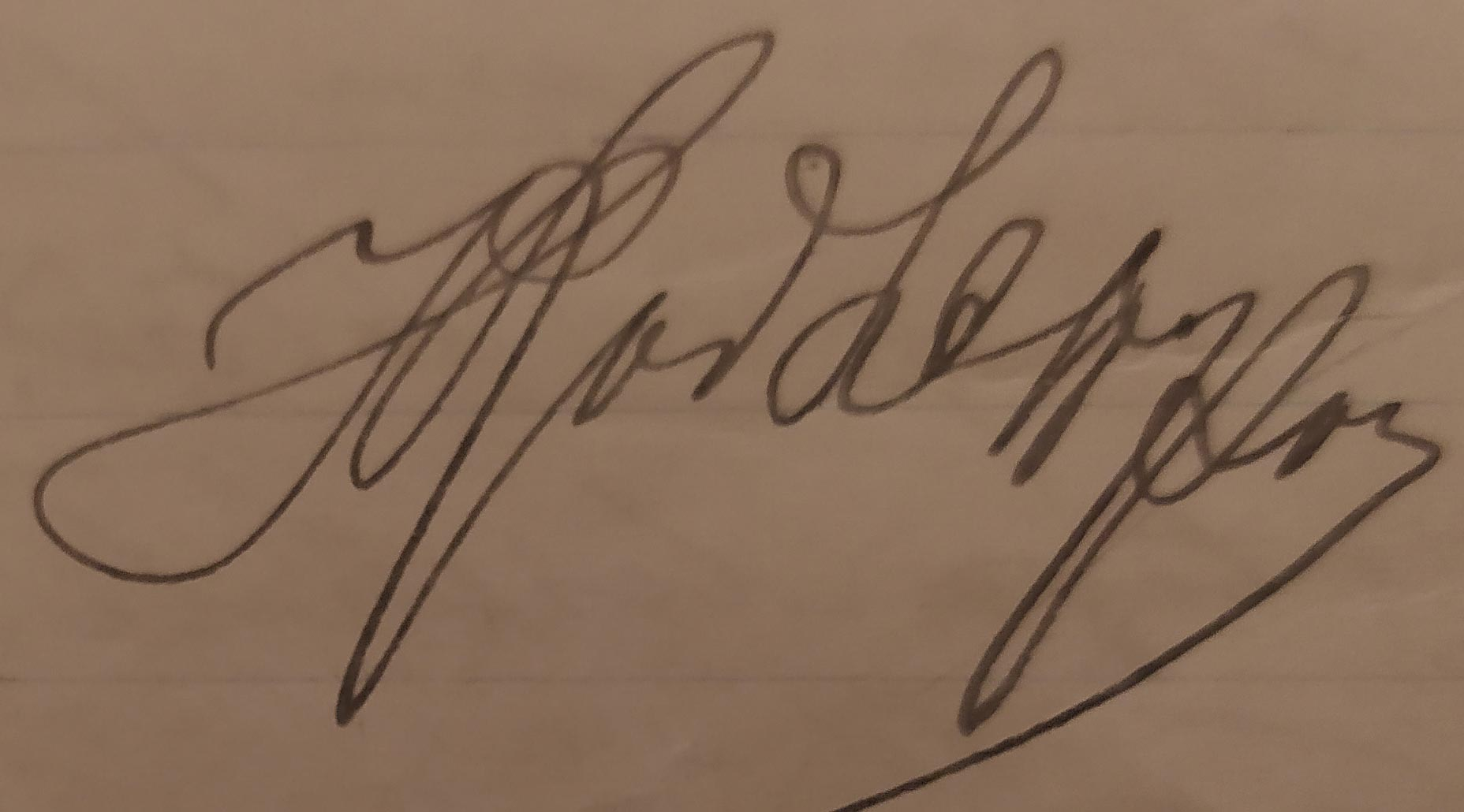
Podpis Józefa Rodzenia.

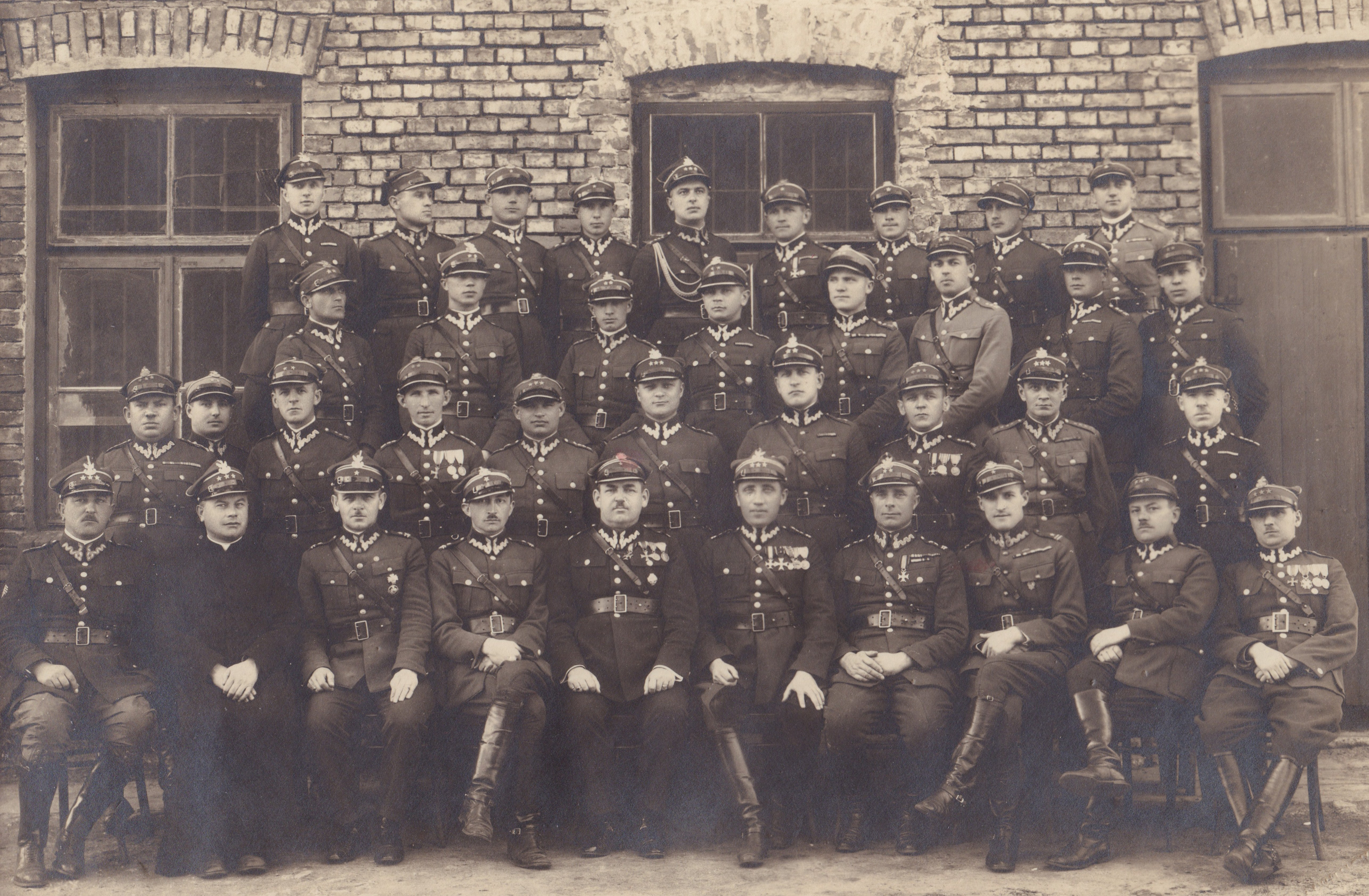
Korpus oficerski 14 pp w I kwartale 1930. W I rzędzie siedzą od lewej: kpt. Emil Zawisza, ks. kpt. Antoni Kosiba, mjr Aleksander Zabłocki, mjr Stanisław Pietrzyk, mjr Mikołaj Świderski, płk Ignacy Misiąg, ppłk Franciszek Sudoł, mjr Aleksander Fiszer, kpt. Józef Tkaczyk i kpt. Stanisław Trojan. W II rzędzie od dołu jako czwarty z lewej stoi por. Józef Rodzeń.

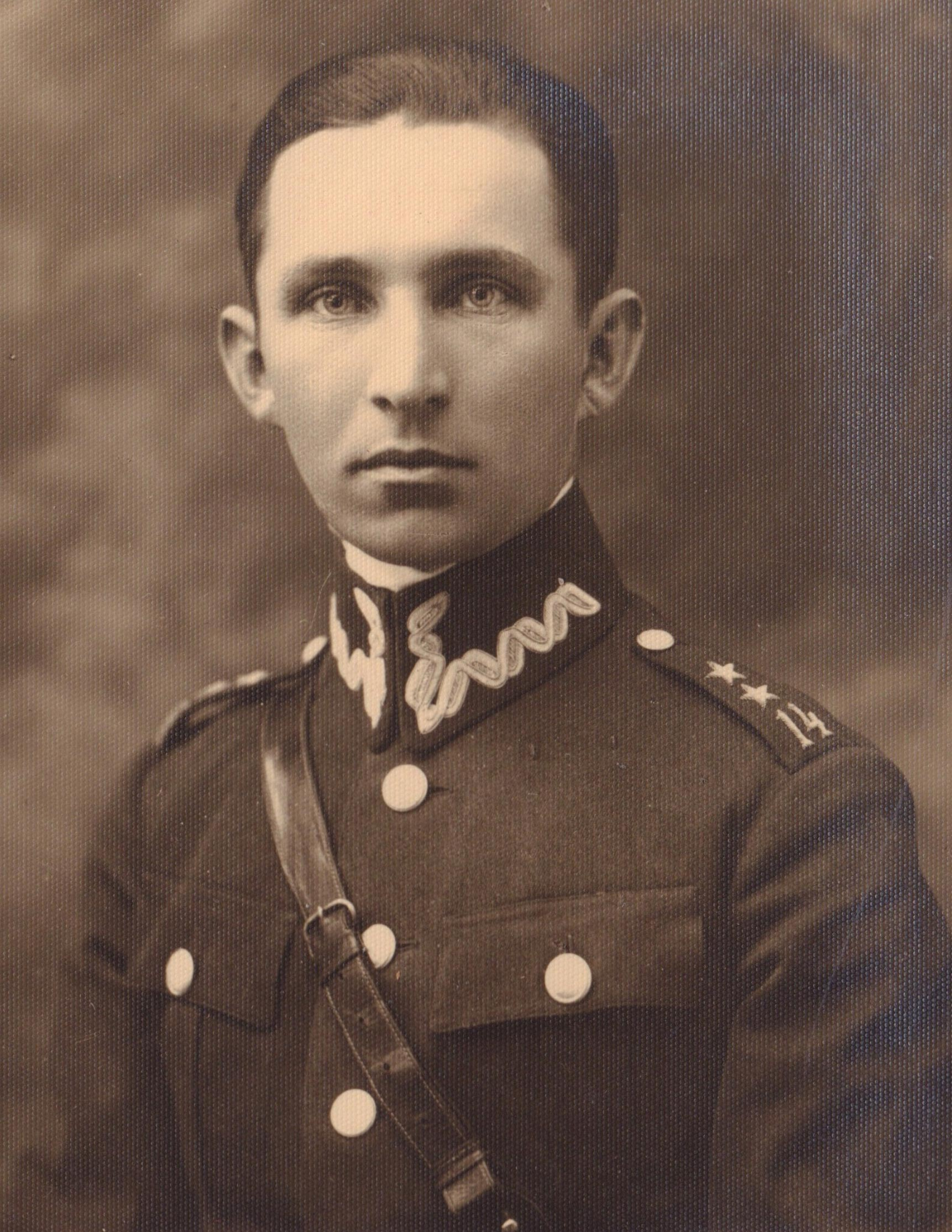
Józef Rodzeń jako porucznik 14 pułku piechoty.

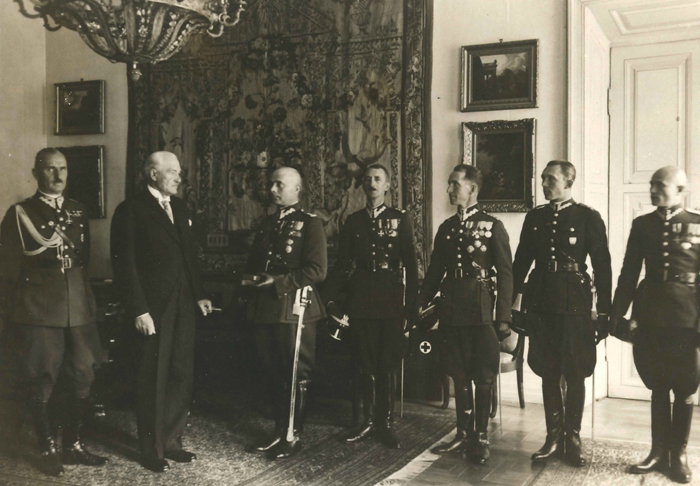
16 października 1934 - delegacja 14 pp wręcza Prezydentowi RP Ignacemu Mościckiemu odznakę pułkową. Od lewej stoją: płk Jan Głogowski, Ignacy Mościcki, ppłk Franciszek Sudoł, ppłk Hugo Mijakowski, kpt. Józef Rodzeń, ppor. Leonard Królak i st. sierż Stanisław Kopf.

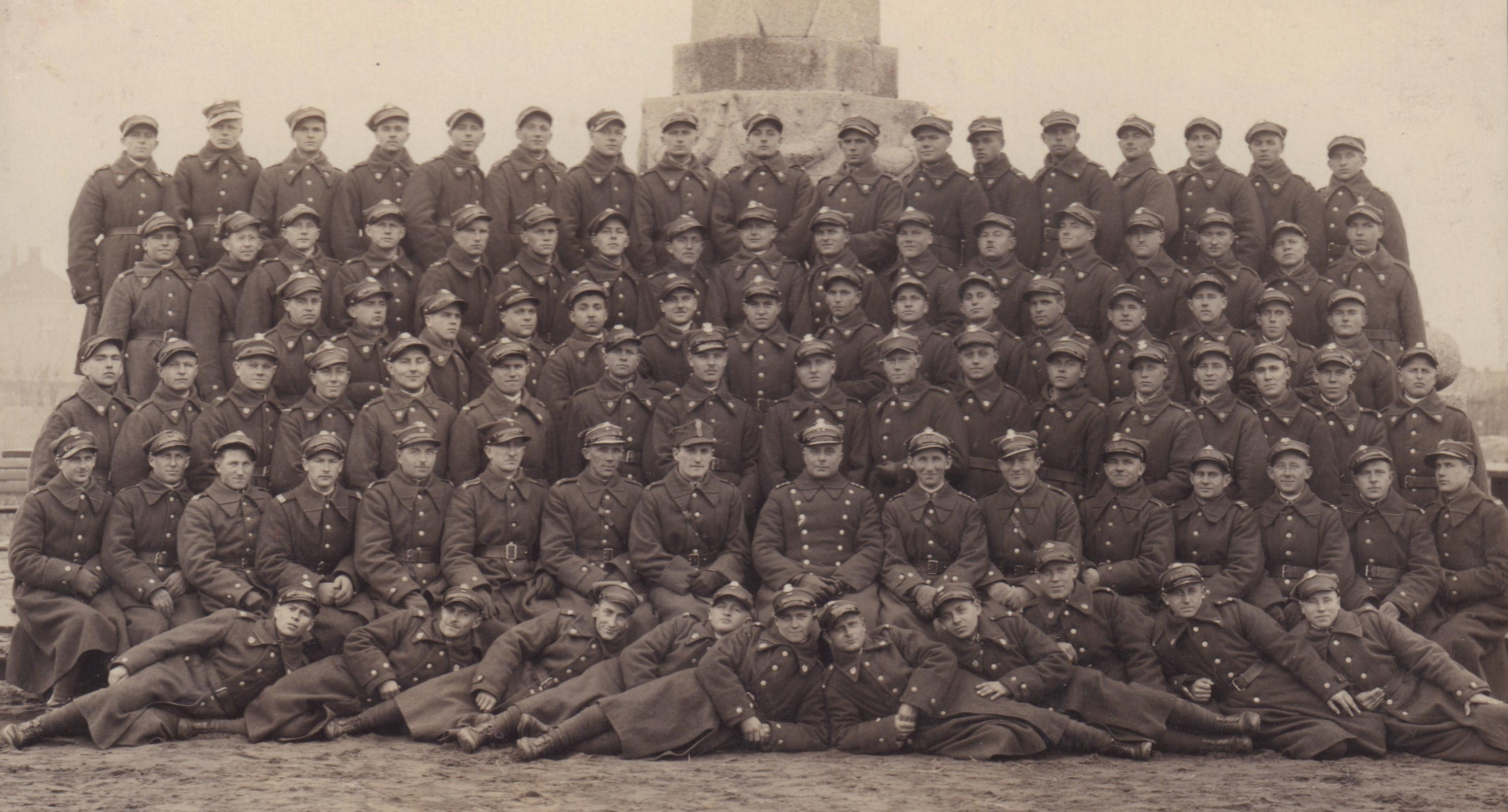
5 kompania 14 pp na przełomie lat 1934/1935. W środku siedzi d-ca 14 pp ppłk Franciszek Sudoł, na prawo od niego d-ca 5 kompanii kpt. Józef Rodzeń.

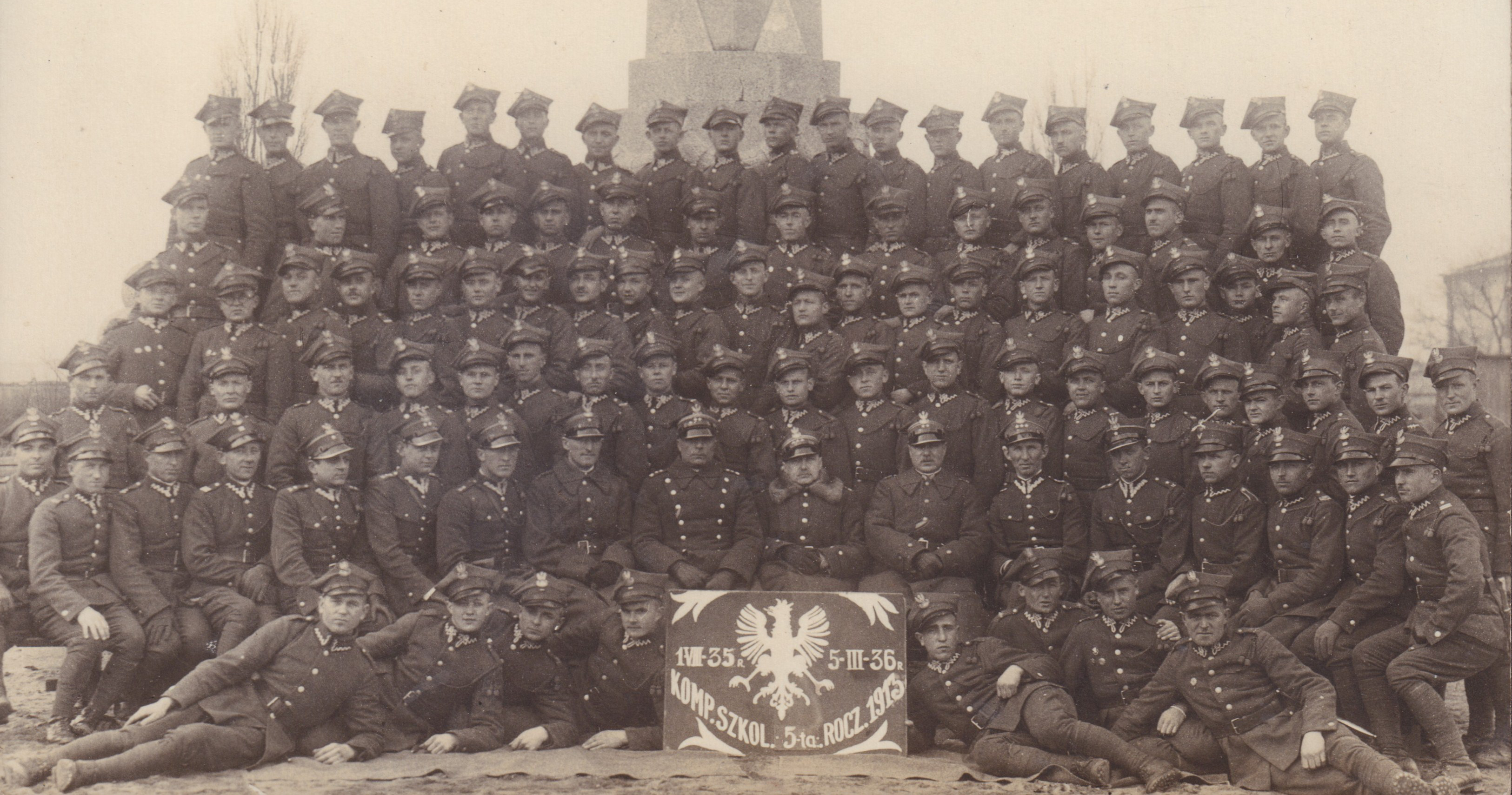
Kompania szkolna 14 pp w dniu 5 marca 1936. Siedzą od prawej: 5 - ppor. Mieczysław Nejman, 6 - kpt. Józef Rodzeń, 7 - ppłk Adam Werschner.

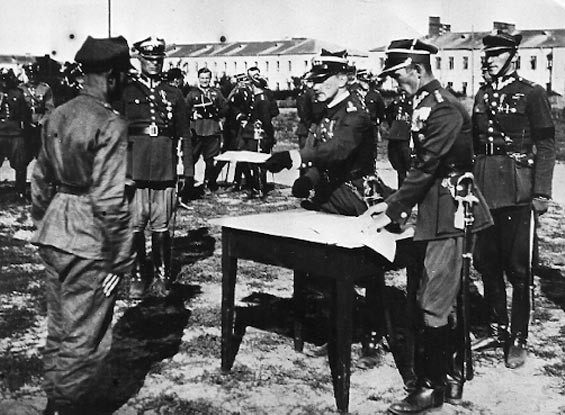
Uroczystość w 14 pp - kpt. Józef Rodzeń stoi drugi z prawej.

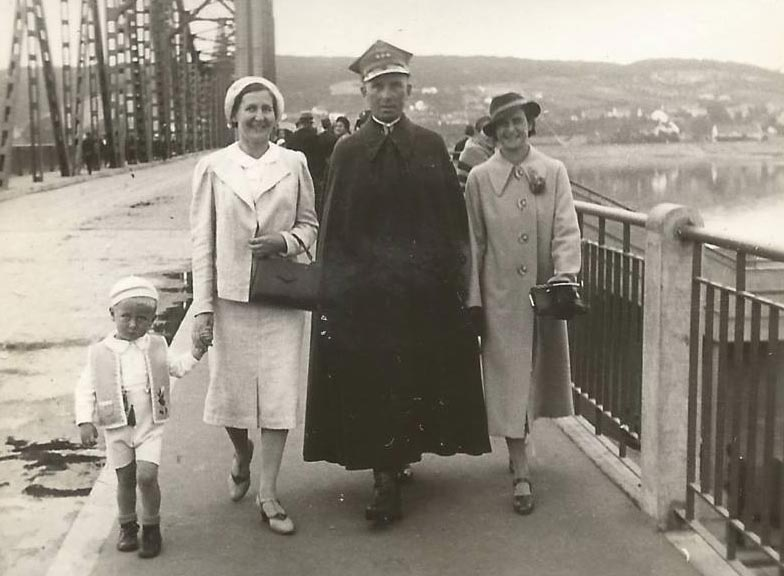
Kpt. Józef Rodzeń na włocławskim moście. Z prawej strony jego żona - Jadwiga, z lewej strony żona kpt. Józefa Kozińskiego - Anna.

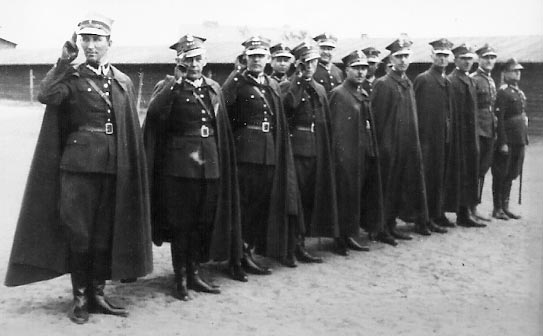
Zbiórka w 14 pułku piechoty - mjr Józef Rodzeń stoi pierwszy z lewej.

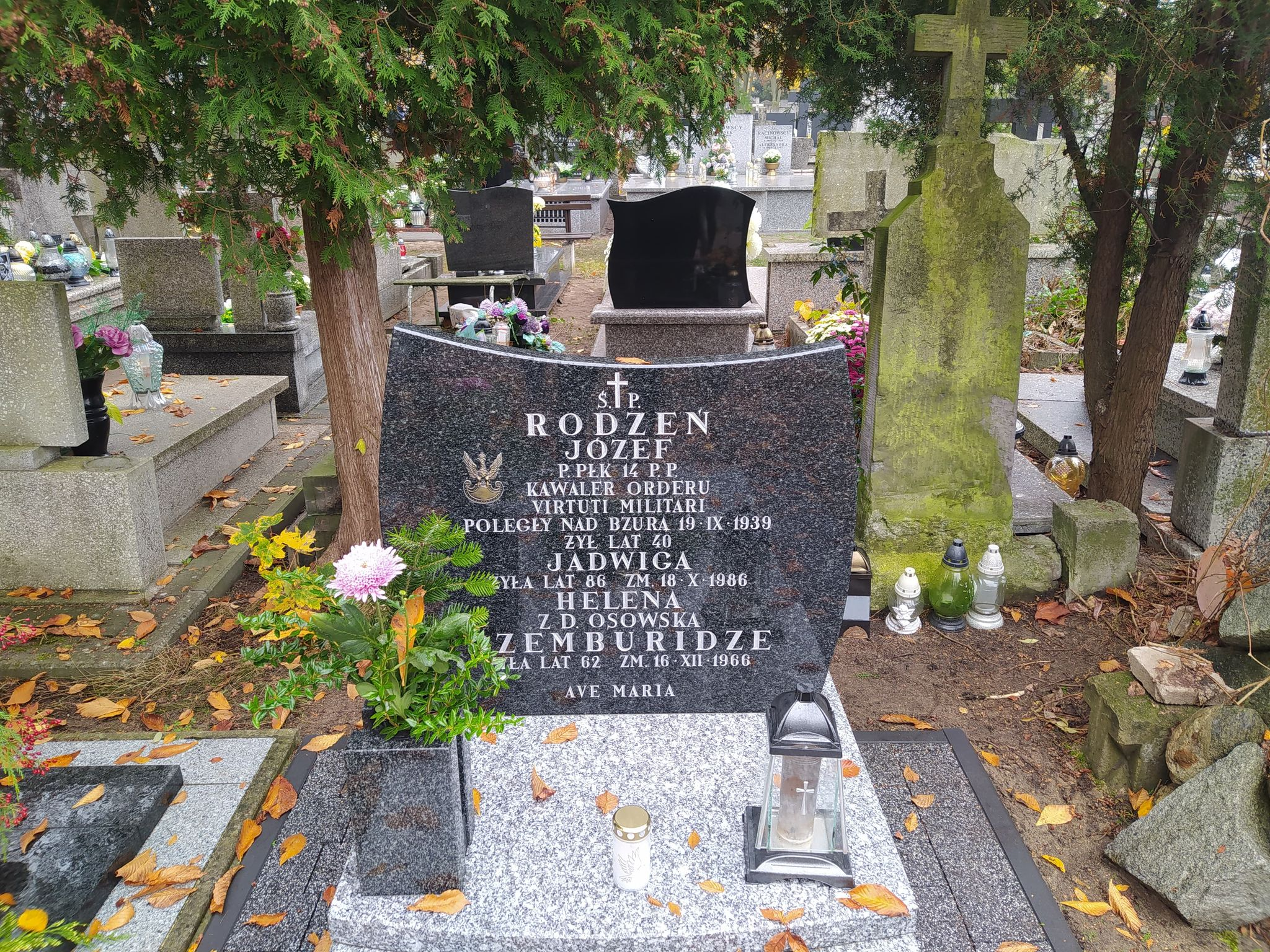
Odnowiony grób mjr. / ppłk. Józefa Rodzenia na włocławskim cmentarzu komunalnym.

Józef Rodzeń (ur. 18 stycznia 1899 w Kamieniu, zm. 19 września 1939 pod wsią Kromnów) – major piechoty Wojska Polskiego, kawaler Orderu Virtuti Militari.

## Młodość
Urodził się w Kamieniu, w ówczesnym powiecie niskim Królestwa Galicji i Lodomerii, w rodzinie Andrzeja, rolnika i Marianny z domu Surdyka . Prawdopodobnie był spokrewniony z Janem (ur. 1890), żołnierzem Legionów Polskich. Ukończył szkołę ludową. W roku szkolnym 1913/1914 był uczniem II klasy Prywatnego Gimnazjum Realnego w Nisku.

## Służba w c. i k. Obronie Krajowej
10 marca 1917 r. jako uczeń został powołany do cesarsko-królewskiej Obrony Krajowej. Wziął udział w walkach I wojny światowej. Wcielony został do 34 pułku strzelców, w którym przydzielany był kolejno do batalionu zapasowego, kompanii asystencyjnej XXXIII batalionu marszowego, kompanii etapowej i kompanii marszowej. Z dniem 1 lutego 1918 roku przeniesiony został do 2 pułku obrony krajowej. Walczył na froncie włoskim, będąc w tym czasie dwukrotnie rannym - za pierwszym razem przebywał w szpitalu w Trieście, a za drugim razem w jednym ze szpitali polowych. Podczas służby w c. k. Obronie Krajowej posiadał początkowo stopień szeregowego, a następnie starszego szeregowego, przyznany został mu również tytuł jednorocznego ochotnika.

## Służba w Wojsku Polskim
W dniu 25 listopada 1918 roku zgłosił się jako ochotnik do służby w odrodzonym Wojsku Polskim, w którym wcielony został do 14 pułku piechoty. Otrzymał przydział do 3 kompanii, w której służył na froncie do dnia 6 maja 1920 roku – początkowo jako zastępca dowódcy plutonu, a następnie na stanowisku dowódcy plutonu. Uczestnik wojen: polsko-ukraińskiej i polsko-sowieckiej, za udział w których odznaczony został Krzyżem Walecznych(nadanym rozkazem nr 121 dowództwa 4 Dywizji Piechoty z dnia 26 lipca 1921 roku). Otrzymał również odznaki: „Gwiazda Przemyśla” – za obronę Przemyśla i Ziemi Przemyskiej (11.04.1920 r.), „Orlęta” – za obronę Lwowa i Kresów Wschodnich (19.03.1919 r.) i „Za Wołyń” – za pracę żołnierską na Froncie Wołyńskim (1920 r.). 
Z dniem 1 czerwca 1920 roku rozpoczął szkolenie na 5-tym kursie w poznańskiej Wielkopolskiej Szkole Podchorążych Piechoty. Wcielony został do kompanii 4/V, która stanowiła klasę V, o kursie nauk 3-miesięcznym. Dowództwo tej kompanii objął por. Marian I Szulc. W dniu 11 lipca 1920 roku Wielkopolska Szkoła Podchorążych Piechoty, w ówczesnym składzie 3 kompanii, przeniesiona została do Bydgoszczy. Zajęcia praktyczne i teoretyczne zaczęły się w pierwszej połowie lipca 1920 roku i trwały do połowy października tegoż roku. W związku ze zbliżaniem się bolszewików do linii Wisły, szkoła otrzymała do ewentualnej obrony most i przyczółek mostowy w Fordonie. W dniu 16 sierpnia batalion szkolny (kompanie: IV, V i VI) pod komendą kpt. Stefana Kosseckiego wymaszerował na wyznaczone stanowiska i przystąpił do umacniania przydzielonego odcinka. Zadaniem kompanii Józefa Rodzenia była osłona prawego skrzydła przyczółka, w związku z czym rozlokowała się ona w Solcu Kujawskim. Dnia 20 sierpnia 1920 roku, wobec załamania się sowieckich planów, cały batalion powrócił do Bydgoszczy, gdzie kontynuowano przerwane zajęcia. Szkolenie kompanii 4/V (klasa V) zakończone zostało egzaminami przeprowadzonymi w dniach od 14 do 19 października 1920 roku. Józef Rodzeń ukończył kurs z 25. lokatą i zakwalifikowany został do służby w stopniu podporucznika (kończąc szkolenie otrzymał jednocześnie stopień podchorążego).
Po ukończeniu szkoły podchorążych powrócił w dniu 30 października 1920 roku do 14 pułku piechoty i następnego dnia został przydzielony do batalionu zapasowego 14 pp na stanowisko młodszego oficera kompanii. Z dniem 1 grudnia 1920 r. przesunięty został na stanowisko adiutanta w I batalionie macierzystego pułku, które zajmował do dnia 25 kwietnia 1921 roku. Dekretem Wodza Naczelnego L. 2621 z 16 lutego 1921 roku, jako absolwent 5 klasy Wielkopolskiej Szkoły Podchorążych Piechoty, został mianowany podporucznikiem w piechocie – z dniem 15 lutego 1921 roku i 25. lokatą. 
Na dzień 1 czerwca 1921 roku podporucznik Józef Rodzeń pełnił nadal służbę w 14 pułku piechoty. Z dniem 17 września 1921 roku został odkomenderowany na kurs dokształcający przy Dowództwie Okręgu Generalnego „Lwów”, z którego powrócił 17 lutego 1922 roku i przydzielony został do 7 kompanii. W międzyczasie, w dniu 11 lutego 1922 roku, złożył egzamin dojrzałości. W dniu 8 marca 1922 roku przesunięty został na stanowisko adiutanta III batalionu 14 pp. Dekretem Naczelnika Państwa i Wodza Naczelnego z dnia 3 maja 1922 roku (sygnatura: L. 19400/O.V.) został zweryfikowany w stopniu podporucznika ze starszeństwem z dniem 1 czerwca 1919 roku i 359. lokatą w korpusie oficerów piechoty. W dniu 3 sierpnia 1922 roku został młodszym oficerem 2 kompanii strzeleckiej, a w dniu 10 października tegoż roku objął identyczne stanowisko w 1 kompanii strzeleckiej.  Dekretem Prezydenta RP Stanisława Wojciechowskiego został z dniem 1 stycznia 1923 roku awansowany do rangi porucznika, w korpusie oficerów piechoty, ze starszeństwem z dniem 1 lipca 1920 roku i 25. lokatą. W sierpniu 1923 roku pełnił w zastępstwie (przez okres 18 dni) obowiązki adiutanta pułku. Pod koniec 1923 roku zajmował już 24. lokatę wśród poruczników piechoty w swoim starszeństwie, a w dniu 20 grudnia 1923 roku objął w zastępstwie dowództwo 8 kompanii strzeleckiej 14 pp. Z dniem 18 lutego 1924 roku wyznaczony został młodszym oficerem pułkowej szkoły podoficerskiej 14 pułku piechoty.
Przez całą swoją karierę wojskową służył w 14 pułku piechoty z Włocławka, w którym dowodził różnymi pododdziałami (plutonem artylerii piechoty, kompanią strzelecką, batalionem). W tym czasie ukończył kursy i szkolenia specjalistyczne. W okresie od 4 maja do 31 lipca 1922 r. uczestniczył w Oficerskim Kursie Gimnastyczno-Sportowym (trzymiesięczny kurs instruktorski nazwany „wiosna 1922”) przeprowadzonym przez poznańską Centralną Wojskową Szkołę Gimnastyki i Sportów. Był to drugi z oficerskich kursów krótkich organizowanych w tej szkole, w którym udział wzięło 54 uczestników. Ukończył również 2 Kurs Informacyjny o Lotnictwie zorganizowany przy 3 pułku lotniczym w Poznaniu (kurs odbył się w okresie 15–22 marca 1923 roku) oraz kurs narciarski w Krynicy (styczeń 1925 roku). Z dniem 1 lutego 1928 roku został przeniesiony służbowo na pierwszy 4 miesięczny kurs oficerów piechoty do toruńskiej Szkoły Młodszych Oficerów Artylerii (kurs dowódców plutonów artylerii piechoty). Józef Rodzeń aktywnie działał we włocławskim harcerstwie i posiadał stopień instruktora. Od 1925 roku wchodził w skład Zarządu Oddziału Włocławskiego ZHP. Jako wielki miłośnik i znawca harcerstwa położył duże zasługi dla rozwoju włocławskiej Chorągwi ZHP. Jako porucznik włocławskiego pułku zajmował w 1924 roku – 21. lokatę w swoim starszeństwie, a w roku 1928 – 17. lokatę w starszeństwie.
Prezes Rady Ministrów Kazimierz Bartel zarządzeniem z dnia 17 marca 1930 roku odznaczył porucznika Józefa Rodzenia Srebrnym Krzyżem Zasługi, za zasługi na polu wyszkolenia wojska. W roku 1930 zajmował 535. lokatę łączną na liście starszeństwa poruczników piechoty (była to jednocześnie 13. lokata w starszeństwie). Zarządzeniem Prezydenta Rzeczypospolitej Ignacego Mościckiego z dnia 17 grudnia 1931 r. został awansowany do stopnia kapitana, ze starszeństwem z dnia 1 stycznia 1932 roku i 14. lokatą w korpusie oficerów piechoty. W roku 1932 zajmował nadal 14. lokatę wśród kapitanów piechoty ze swego starszeństwa. Na dzień 1 lipca 1933 roku zajmował 1918. lokatę łączną pośród kapitanów korpusu piechoty (była to zarazem 13. lokata w starszeństwie). Na dzień 5 czerwca 1935 roku Józef Rodzeń zajmował już 1644. lokatę wśród wszystkich kapitanów piechoty (była to jednocześnie 14. lokata w swoim starszeństwie). Na rok 1934 wybrany został członkiem Sądu Honorowego 14 Pułku Piechoty, a w październiku tego roku wszedł w skład delegacji, która wręczała odznakę pamiątkową 14 pułku piechoty Prezydentowi RP – Ignacemu Mościckiemu. W roku 1937 (w okresie od dnia 7 lipca do dnia 20 listopada) ukończył kurs dowódców kompanii w Centrum Wyszkolenia Piechoty w Rembertowie. Na lata 1938–1940 wyznaczany był do Kapituły „Pierścienia Pamiątkowego Korpusu Oficerskiego 14 pułku piechoty”. W maju 1938 r. został wybrany członkiem komisji rewizyjnej Wojskowego Klubu Sportowego działającego przy 14 pp. W październiku 1938 roku wziął udział w operacji zaolziańskiej – jako adiutant zbiorczego pułku wystawionego przez 4 Dywizję Piechoty. 
Awansowany do rangi majora został ze starszeństwem z dniem 19 marca 1939 r. i 53. lokatą wśród oficerów korpusu piechoty. Na dzień 23 marca 1939 roku piastował stanowisko dowódcy 5 kompanii strzeleckiej 14 pp. Z dniem 6 maja 1939 roku został wyznaczony na stanowisko dowódcy III batalionu 14 pułku piechoty, które to stanowisko objął w dniu 18 maja tegoż roku.

## Kampania wrześniowa
Na czele batalionu uczestniczył w kampanii wrześniowej – podczas walk na Pomorzu (został ranny w dniu 2 września we dworze Mełno ) i w bitwie nad Bzurą. 11 września 1939 roku dowodzony przez niego pododdział toczył ciężkie, zwycięskie walki o dwór Walewice. 18 września zebrał żołnierzy rozproszonych po nieudanym natarciu w lasach Stare Budy i wszedł z tą grupą w skład oddziału ppłk. Kumunieckiego (dowódcy 67 pułku piechoty). Po przeprowadzonej reorganizacji pozostałości 4 Dywizji Piechoty, mjr Rodzeń wraz ze swymi żołnierzami przeszedł pod rozkazy płk. dypl. Tadeusza Lubicz-Niezabitowskiego, z którego oddziałami dotarł do miejscowości Kromnów. To właśnie tutaj, 19 września, zorganizowano natarcie na pozycje Niemców, którzy gęsto ostrzeliwali nacierających żołnierzy polskich. Śmierć zaczęła zbierać wśród żołnierzy Armii „Pomorze” swoje krwawe żniwo. Podczas tego ataku na stanowiska wroga zginął major Józef Rodzeń, trafiony w pierś serią z ckm-u, ranny został płk Tadeusz Lubicz-Niezabitowski, a płk Józef Werobej i pozostali żołnierze dostali się do niewoli.
Za swą postawę podczas kampanii wrześniowej został pośmiertnie odznaczony Krzyżem Srebrnym Orderu Wojennego Virtuti Militari przez władze Rządu Rzeczypospolitej Polskiej na uchodźstwie (Dz.Pers. NW PSZ nr 3 z 25 VII 1947 roku). W dniu 1 lipca 1945 r. Naczelny Wódz Polskich Sił Zbrojnych, gen. dyw. Tadeusz Bór-Komorowski, zatwierdził pośmiertny awans mjr. Rodzenia do stopnia podpułkownika służby stałej piechoty z dniem 1 stycznia 1946 roku. 
Józef Rodzeń był jednym z niewielu oficerów Wojska Polskiego, którzy przesłużyli całe dwudziestolecie w jednej jednostce (w 14 pułku piechoty służył od listopada 1918 r.). W toku swej służby był pozytywnie opiniowany przez przełożonych.

## Rodzina
W dniu 30 stycznia 1926 roku, w parafii św. Stanisława we Włocławku, zawarł związek małżeński z Jadwigą Nawarską (ur. 12 listopada 1900 r. w Aleksandrowie Kujawskim, zm. 18 października 1986 r. we Włocławku), córką Karola i Klary z Gotszaków. Ich świadkami byli porucznicy 14 pp - Jan Stroiński i Wacław Miciński, zgody panu młodemu na wzięcie ślubu udzielił Dowódca Okręgu Korpusu Nr VIII w dniu 14 grudnia 1925 r., a religijny obrzęd małżeństwa dopełniony został we włocławskim kościele pw. św. Jana.
Z ich związku narodziły się dzieci: Anna Zofia (urodzona w dniu 15 grudnia 1926 r. we Włocławku, zmarła w Częstochowie dnia 11 lipca 2003 roku) i Andrzej Jan (urodzony w dniu 12 października 1929 r. w Toruniu, zmarły dnia 12 czerwca 1983 r. w Warszawie). 
Józef Rodzeń pochowany został początkowo na Cmentarzu Wojskowym na Powązkach w Warszawie (jego symboliczna mogiła znajduje się tam do dziś), następnie został ekshumowany i przeniesiony na cmentarz komunalny we Włocławku (sektor: 20, rząd: 4, grób: 63), gdzie spoczywa razem z żoną Jadwigą.

## Awanse
- podchorąży – z dniem 21.10.1920
- podporucznik – z dniem 15.2.1921 i 25. lokatą[9] (w dniu 3.5.1922 zweryfikowany został jako podporucznik ze starszeństwem z dniem 1.6.1919 i 359. lokatą)[11]
- porucznik – z dniem 1.7.1920 i 25. lokatą (awans nastąpił z dniem 1.1.1923 na podstawie dekretu Prezydenta RP z 12.2.1923)[12]
- kapitan – z dniem 1.1.1932 i 14. lokatą[28]
- major – z dniem 19.3.1939 i 53. lokatą[35]
- podpułkownik – z dniem 1.1.1946, pośmiertnie (awansowany przez władze RP na uchodźstwie)[43]

## Ordery i odznaczenia
- Krzyż Srebrny Orderu Wojennego Virtuti Militari nr 11969 (pośmiertnie, za wojnę obronną 1939)[42]
- Krzyż Walecznych[46][16]
- Srebrny Krzyż Zasługi (17 marca 1930)[26][36]
- Medal Pamiątkowy za Wojnę 1918–1921[47]
- Medal Dziesięciolecia Odzyskanej Niepodległości[47]
- Srebrny Medal za Długoletnią Służbę (11 listopada 1938)[48]
- Brązowy Medal za Długoletnią Służbę
- Odznaka Honorowa „Orlęta”[47][49]
- Gwiazda Przemyśla[50]
- Odznaka „Za Wołyń”[47][51]

23 października 1932 Komitet Krzyża i Medalu Niepodległości odrzucił wniosek o nadanie mu tego odznaczenia „z powodu braku pracy niepodległościowej”.